# Holma
Holma bispicata és una espècie d'aranya araneomorfa de la subfamília Erigoninae, dins de la família Linyphiidae. És l'únic membre del gènere monotípic Holma.
Fou descrit per primera vegada per G. H. Locket l'any 1974,

## Distribució
És un endemisme d'Angola.